# Портрет Валли
«Портрет Ва́лли Но́йциль» (также известен как «Портрет Валли») — картина Эгона Шиле, созданная в 1912 году; на картине изображена многолетняя подруга и модель художника Вальбурга «Валли» Нойциль. Работа, сегодня располагающаяся в коллекции венского Музея Леопольда, была написана маслом и имеет размер 32 х 39.8 см.